# Gashadokuro

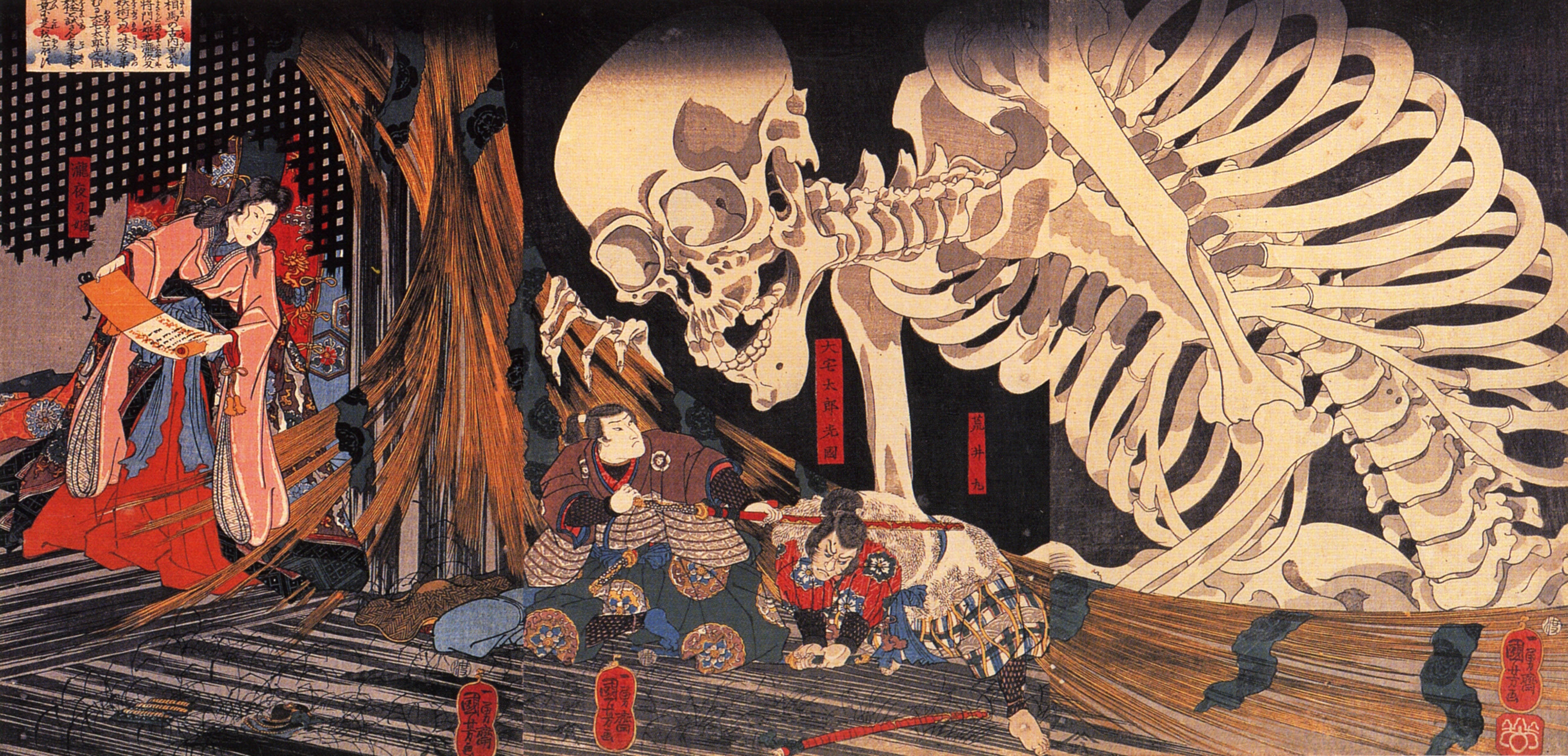
Um gashadokuro

Gashadokuro(がしゃどくろ) é um youkai, uma criatura da mitologia japonesa, descritos geralmente como esqueletos gigantes, geralmente quinze vezes maior do que o normal. Gashadokuro parece com um humano, ele agarra e morde seus oponentes a menos que fujam bem rápido. Gashadokuro é criado a partir dos ossos das pessoas que morreram de fome.

## Na cultura popular
- Na série de anime/mangá Nurarihyon no Mago, Gashadokuro é um dos youkais aliados a antagonista Hagoromo Gitsune, que foi selado em Kyoto por Keikain Hidemoto.
- Na série de anime/mangá Inu X Boku SS, a verdadeira forma da personagem Karuta Roromiya é um Gashadokuro.
- Na série Esquadrão Ninja Kakuranger, Gasha Dokuro é um dos viloes principais. Ele aparece em Power Rangers, Mighty Morphin Alien Rangers e Power Rangers: Zeo como "Rito Revolto". Também aparece no ep 3 da série Shuriken Sentai Ninninger.
- No videogame da Squaresoft, Chrono Trigger, há um chefe gashadokuro chamado Zombor.
- Em Castlevania 64, o primeiro chefe é um Gashadokuro.
- No jogo Adventure Quest Worlds, um Gashadokuro denominado O-Dokuro é a terceira Besta do Caos, servindo Kitsune.
- Em shaman king o personagem Faust ataca com esqueletos e sua maior tecnica é um esqueleto gigante
- Na série de jogos/anime/mangá youkai watch, Gashadokuro é apresentado jogando  em uma maquina de gashapon.
- Ou seja, qualquer esqueleto gigante e esfomeado se chama Gashadokuro.
- Na série Kyokou Suiri, ele aparece como um familiar de Iwanaga Kotoko no episódio 04.
- No mangá Bone Collection, a protagonista feminina, Paira, é uma Gashadokuro